# Fine Young Cannibals
Fine Young Cannibals (транскр.  Фајн јанг канибалс) био је британски рок бенд основан у Бирмингему 1984. године. Групу су основали басиста Дејвид Стил, гитариста Енди Кокс и певач Роланд Гифт. Остали су упамћени по хитовима Johnny Come Home, Suspicious Minds (биле на топ 40 листама у УК, Канади, Аустралији и многим европским државама), She Drives Me Crazy и Good Thing (биле на Билборд хот 100 листи).

## Дискографија
Студијски албуми
- Fine Young Cannibals (1985)
- The Raw & the Cooked (1989)